# Foissy
Foissy település Franciaországban, Côte-d’Or megyében. Lakosainak száma 169 fő (2022. január 1.). Foissy Musigny, Lacanche, Thomirey, Saint-Prix-lès-Arnay, Veilly, Antigny-la-Ville, Arnay-le-Duc, Culètre, Longecourt-lès-Culêtre, Maligny és Mimeure községekkel határos.

## Népesség
A település népességének változása:
| Lakosok száma | 195  | 146  | 138  | 148  | 161  | 164  | 165  | 165  | 164  | 169  |
|               | 1968 | 1982 | 1990 | 2006 | 2013 | 2015 | 2017 | 2019 | 2020 | 2022 |